# Lenting
Lenting település Németországban, azon belül Bajorországban. Lakosainak száma 4976 fő (2023. december 31.). Lenting Hepberg, Kösching és Wettstetten községekkel határos.

## Népesség
A település népessége az elmúlt években az alábbi módon változott:
| Lakosok száma | 471  | 1489 | 2802 | 3043 | 4710 | 4813 | 4825 | 4906 | 4996 | 4976 |
|               | 1875 | 1950 | 1970 | 1975 | 2012 | 2014 | 2016 | 2017 | 2021 | 2023 |